# Széles-víz
A Széles-víz a Bakonyban ered, Veszprém vármegyében, mintegy 330 méteres tengerszint feletti magasságban. A patak forrásától kezdve déli-délnyugati, majd északnyugati irányban halad, majd Ajkánál eléri a Csigere-patakot.
A Széles-víz vízgazdálkodási szempontból a Marcal Vízgyűjtő-tervezési alegység működési területét képezi.

## Part menti települések
- Ajkarendek
- Ajka